# Nymphidium chimborazium
Nymphidium chimborazium är en fjärilsart som beskrevs av Bates 1868. Nymphidium chimborazium ingår i släktet Nymphidium och familjen Riodinidae. Inga underarter finns listade i Catalogue of Life.